# Arjunski asteroid
Arjunski asteroid (ali Arjunec) je blizuzemeljski asteroid, ki ima podobne značilnosti tirnice kot Zemlja (majhen naklon tira, obhodno dobo približn|o 1 leto, majhno izsrednost). Ime so dobili po Arjuni iz hinduistične mitologije.
Arjunski asteroidi vključujejo Apolonske, Amorske in Atonske asteroide.
Te vrste asteroidi so zanimivi tudi zato, ker je precej lahko priti do njih (imajo majhno vrednost Delta v).